# Agattu

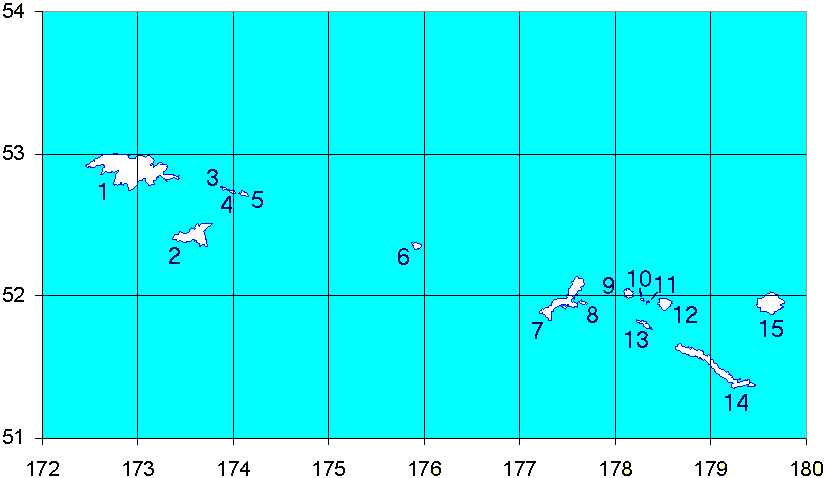
Mapa das Ilhas Aleutas ocidentais. Agattu esta marcada com o número dois.

Agattu é uma ilha localizada no arquipélago das ilhas Near, no extremo ocidental das Ilhas Aleutas, no Alasca. Com uma superfície de 221,593 km², Agattu é uma das maiores ilhas despovoadas das Aleutas. Agattu é a segunda maior ilha das ilhas Near, depois da ilha Attu. É uma ilha vulcânica e montanhosa. A ilha, sem árvores, apresenta um terreno tundroso que alcança uma altura máxima de 632 msnm.